# Call My Name
Call My Name är en låt/singel med Tove Styrke skriven av Peter Ågren, Janne Kask och Styrke själv. Låten premiärspelades den 19 augusti 2011 på radiostationen NRJ.
Över årsskiftet 2011-2012 låg låten på Svensktoppen i fyra veckor. innan den lämnade listan.

## Listplaceringar
| Lista (2011) | Topplacering |
| ------------ | ------------ |
| Sverige      | 28           |

### Fotnoter
1. ↑  ”Svensktoppen”. 8 januari 2012. http://sverigesradio.se/sida/topplista.aspx?programid=2023&date=2012-01-08. Läst 4 mars 2012.
2. ↑  ”Svensktoppen”. 15 januari 2012. http://sverigesradio.se/sida/topplista.aspx?programid=2023&date=2012-01-15. Läst 4 mars 2012.
3. ↑  ”Hitparad”. http://hitparad.se/showitem.asp?interpret=Tove+Styrke&titel=Call+My+Name&cat=s. Läst 4 mars 2012.